# Liga de Campeones Élite de la AFC 2025-26
La Liga de Campeones Élite de la AFC 2025-26 será la cuadragésima cuarta edición del principal campeonato de fútbol de clubes de Asia organizado por la Confederación Asiática de Fútbol (AFC), y la segunda bajo su nueva denominación.
En diciembre de 2023 Arabia Saudita fue anunciada como los anfitriones de la fase final, esto comprende los cuartos de final, semifinales y final. La presente edición contempla eliminar las restricciones respecto a jugadores extranjeros.

## Asignación geográfica de equipos por asociación
A las asociaciones se les asignan plazas según la clasificación de las competiciones de clubes que se publicó una vez finalizadas las competiciones de 2023-24.
| Zona Oeste | Zona Oeste | Zona Oeste             | Zona Oeste | Zona Oeste   | Zona Oeste |
| Ranking    | Ranking    | Asociación             | Puntos     | Cupos        | Cupos      |
| Zona       | AFC        | Asociación             | Puntos     | Fase de liga | Preliminar |
| ---------- | ---------- | ---------------------- | ---------- | ------------ | ---------- |
| 1          | 1          | Arabia Saudita         | 103.148    | 3            | 0          |
| 2          | 4          | Emiratos Árabes Unidos | 74.873     | 3            | 0          |
| 3          | 5          | Catar                  | 70.330     | 2            | 1          |
| 4          | 6          | Irán                   | 68.640     | 1            | 1          |
| 5          | 9          | Uzbekistán             | 47.259     | 1            | 0          |
| 6          | 10         | Irak                   | 37.118     | 1            | 0          |
| Zona Este  |            |                        |            |              |            |
| Ranking    | Ranking    | Asociación             | Puntos     | Cupos        | Cupos      |
| Zona       | AFC        | Asociación             | Puntos     | Fase de liga | Preliminar |
| 1          | 2          | Japón                  | 96.999     | 3            | 0          |
| 2          | 3          | Corea del Sur          | 93.600     | 3            | 0          |
| 3          | 7          | China                  | 57.764     | 2            | 1          |
| 4          | 8          | Tailandia              | 49.546     | 1            | 1          |
| 5          | 11         | Australia              | 34.703     | 1            | 0          |
| 6          | 12         | Malasia                | 31.331     | 1            | 0          |

## Equipos participantes

### Zona Oeste
| Club            | Método de clasificación                                 | Parts. (U. P.) |
| Fase de liga    | Fase de liga                                            | Fase de liga   |
| --------------- | ------------------------------------------------------- | -------------- |
| Al-Ahli         | Campeón de la Liga de Campeones Élite de la AFC 2024-25 | 15 (2024-25)   |
| Al-Ittihad      | Campeón de la Liga Profesional Saudí 2024-25            | 13 (2023-24)   |
| Al-Hilal        | Subcampeón de la Liga Profesional Saudí 2024-25         | 21 (2024-25)   |
| Sarja           | Campeón de la Liga de Campeones 2 de la AFC 2024-25     | 7 (2023-24)    |
| Shabab Al-Ahli  | Campeón de la UAE Pro League 2024-25                    | 13 (2024-25)   |
| Al-Wahda        | Tercer lugar de la UAE Pro League 2024-25               | 13 (2021)      |
| Al-Sadd         | Campeón de la Qatar Stars League 2024-25                | 20 (2024-25)   |
| Al-Gharafa      | Campeón de la Copa del Emir 2025                        | 14 (2024-25)   |
| Tractor         | Campeón de la Iran Pro League 2024-25                   | 7 (2021)       |
| Nasaf           | Campeón de la Super Liga de Uzbekistán 2024             | 9 (2023-24)    |
| Al-Shorta       | Campeón de la Liga de Estrellas de Irak 2024-25         | 7 (2024-25)    |
| Fase preliminar |                                                         |                |
| Al-Duhail       | Subcampeón de la Qatar Stars League 2024-25             | 12 (2023-24)   |
| Sepahan         | Subcampeón de la Iran Pro League 2024-25                | 14 (2023-24)   |

### Zona Este
| Club                | Método de clasificación                                 | Parts. (U. P.) |
| Fase de liga        | Fase de liga                                            | Fase de liga   |
| ------------------- | ------------------------------------------------------- | -------------- |
| Vissel Kobe         | Campeón de la J1 League 2024                            | 4 (2024-25)    |
| Sanfrecce Hiroshima | Subcampeón de la J1 League 2024                         | 6 (2019)       |
| Machida Zelvia      | Tercer lugar de la J1 League 2024                       | 1              |
| Ulsan HD            | Campeón de la K League 1 2024                           | 13 (2024-25)   |
| Gangwon             | Subcampeón de la K League 1 2024                        | 1              |
| Seoul               | Cuarto lugar de la K League 1 2024                      | 9 (2020)       |
| Shanghái Port       | Campeón de la Superliga de China 2024                   | 9 (2024-25)    |
| Shanghái Shenhua    | Subcampeón de la Superliga de China 2024                | 11 (2024-25)   |
| Buriram United      | Campeón de la Liga de Tailandia 2024-25                 | 13 (2024-25)   |
| Melbourne City      | Segundo lugar de la fase regular de la A-League 2024-25 | 3 (2023-24)    |
| Johor Darul Takzim  | Campeón de la Superliga de Malasia 2024-25              | 11 (2024-25)   |
| Fase preliminar     |                                                         |                |
| Chengdu Rongcheng   | Tercer lugar de la Superliga de China 2024              | 1              |
| Bangkok United      | Subcampeón de la Liga de Tailandia 2024-25              | 6 (2024-25)    |

## Calendario
El calendario de la competición es el siguiente.
| Escenario         | Redondo          | Sorteo               | Ida                                   | Vuelta                                |
| ----------------- | ---------------- | -------------------- | ------------------------------------- | ------------------------------------- |
| Ronda preliminar  | Ronda 1          | Ronda no sorteada    | 12 de agosto de 2025                  | 12 de agosto de 2025                  |
| Fase de liga      | Jornada 1        | 15 de agosto de 2025 | 15-17 de septiembre de 2025           | 15-17 de septiembre de 2025           |
| Fase de liga      | Jornada 2        | 15 de agosto de 2025 | 29 de septiembre-1 de octubre de 2025 | 29 de septiembre-1 de octubre de 2025 |
| Fase de liga      | Jornada 3        | 15 de agosto de 2025 | 20-22 de octubre de 2025              | 20-22 de octubre de 2025              |
| Fase de liga      | Jornada 4        | 15 de agosto de 2025 | 3-5 de noviembre de 2025              | 3-5 de noviembre de 2025              |
| Fase de liga      | Jornada 5        | 15 de agosto de 2025 | 24-26 de noviembre de 2025            | 24-26 de noviembre de 2025            |
| Fase de liga      | Jornada 6        | 15 de agosto de 2025 | 8-10 de diciembre de 2025             | 8-10 de diciembre de 2025             |
| Fase de liga      | Jornada 7        | 15 de agosto de 2025 | 9-11 de febrero de 2026               | 9-11 de febrero de 2026               |
| Fase de liga      | Jornada 8        | 15 de agosto de 2025 | 16-18 de febrero de 2026              | 16-18 de febrero de 2026              |
| Fase eliminatoria | Octavos de final | Por determinar       | 2-4 de marzo de 2026                  | 9-11 de marzo de 2026                 |
| Fase eliminatoria | Cuartos de final | 16 de marzo de 2026  | 24-26 de abril de 2026                | 24-26 de abril de 2026                |
| Fase eliminatoria | Semifinales      | 16 de marzo de 2026  | 28 y 29 de abril de 2026              | 28 y 29 de abril de 2026              |
| Fase eliminatoria | Final            | 16 de marzo de 2026  | 2 de mayo de 2026                     | 2 de mayo de 2026                     |

## Fase preliminar
Los perdedores de esta fase, pasan a la Liga de Campeones 2 de la AFC 2025-26
| Equipo 1  | Resultado | Equipo 2 |
| --------- | --------- | -------- |
| Al-Duhail | 3–2       | Sepahan  |

| Equipo 1          | Resultado | Equipo 2       |
| ----------------- | --------- | -------------- |
| Chengdu Rongcheng | 3–0       | Bangkok United |

| 12 de agosto de 2025 | Al-Duhail                             | 3:2 (3:1) | Sepahan                     | Estadio Internacional Jalifa, Rayán                        |                                                            |
| 19:00 (UTC+3)        | Bamba 11' · Boulbina 24' · Piątek 33' | Reporte   | Hazbavi 3' · Zakipour 90+3' | Asistencia: 2 936 espectadores Árbitro(s): Abdullah Jamali | Asistencia: 2 936 espectadores Árbitro(s): Abdullah Jamali |

| 12 de agosto de 2025 | Chengdu Rongcheng              | 3:0 (0:0) | Bangkok United | Chengdu Phoenix Mountain Stadium, Chengdu             |                                                       |
| 19:35 (UTC+8)        | Mingyang 68' · Felipe 71', 83' | Reporte   |                | Asistencia: 41 713 espectadores Árbitro(s): Alex King | Asistencia: 41 713 espectadores Árbitro(s): Alex King |

## Fase de liga
El sorteo para determinar los enfrentamientos se realizó el 15 de agosto de 2025 en la AFC House de Kuala Lumpur, Malasia.

### Zona Oeste
| Pos. | Equipo         | Pts. | PJ | G | E | P | GF | GC | Dif. | Clasificación    |
| ---- | -------------- | ---- | -- | - | - | - | -- | -- | ---- | ---------------- |
| 1    | Al-Ahli        | 0    | 0  | 0 | 0 | 0 | 0  | 0  | 0    | Octavos de final |
| 2    | Al-Duhail      | 0    | 0  | 0 | 0 | 0 | 0  | 0  | 0    | Octavos de final |
| 3    | Al-Gharafa     | 0    | 0  | 0 | 0 | 0 | 0  | 0  | 0    | Octavos de final |
| 4    | Al-Hilal       | 0    | 0  | 0 | 0 | 0 | 0  | 0  | 0    | Octavos de final |
| 5    | Al-Ittihad     | 0    | 0  | 0 | 0 | 0 | 0  | 0  | 0    | Octavos de final |
| 6    | Al-Sadd        | 0    | 0  | 0 | 0 | 0 | 0  | 0  | 0    | Octavos de final |
| 7    | Al-Shorta      | 0    | 0  | 0 | 0 | 0 | 0  | 0  | 0    | Octavos de final |
| 8    | Al-Wahda       | 0    | 0  | 0 | 0 | 0 | 0  | 0  | 0    | Octavos de final |
| 9    | Nasaf          | 0    | 0  | 0 | 0 | 0 | 0  | 0  | 0    |                  |
| 10   | Sarja          | 0    | 0  | 0 | 0 | 0 | 0  | 0  | 0    |                  |
| 11   | Shabab Al-Ahli | 0    | 0  | 0 | 0 | 0 | 0  | 0  | 0    |                  |
| 12   | Tractor        | 0    | 0  | 0 | 0 | 0 | 0  | 0  | 0    |                  |

Los primeros partidos se disputarán el 15 de septiembre de 2025.
 Fuente: AFC
| Jornada 1      | Jornada 1                         | Jornada 1 | Jornada 1                 | Jornada 1  | Jornada 1                       | Jornada 1        | Jornada 1     |
| Local          |                                   | Resultado |                           | Visitante  | Estadio                         | Fecha            | Hora          |
| -------------- | --------------------------------- | --------- | ------------------------- | ---------- | ------------------------------- | ---------------- | ------------- |
| Sarja          | Bandera de Emiratos Árabes Unidos |           | Bandera de Catar          | Al-Gharafa | Sharjah                         | 15 de septiembre | 17:45 (UTC+4) |
| Al-Wahda       | Bandera de Emiratos Árabes Unidos |           | Bandera de Arabia Saudita | Al-Ittihad | Al-Nahyan                       | 15 de septiembre | 20:00 (UTC+4) |
| Al-Ahli        | Bandera de Arabia Saudita         |           | Bandera de Uzbekistán     | Nasaf      | Ciudad Deportiva del Rey Abdalá | 15 de septiembre | 21:15 (UTC+3) |
| Al-Shorta      | Bandera de Irak                   |           | Bandera de Catar          | Al-Sadd    | Al-Zawraa                       | 15 de septiembre | 21:15 (UTC+3) |
| Shabab Al-Ahli | Bandera de Emiratos Árabes Unidos |           | Bandera de Irán           | Tractor    | Al-Rashid                       | 16 de septiembre | 20:00 (UTC+4) |
| Al-Hilal       | Bandera de Arabia Saudita         |           | Bandera de Catar          | Al-Duhail  | Kingdom Arena                   | 16 de septiembre | 21:15 (UTC+3) |

| Jornada 2  | Jornada 2                 | Jornada 2 | Jornada 2                         | Jornada 2      | Jornada 2                       | Jornada 2        | Jornada 2        |
| Local      |                           | Resultado |                                   | Visitante      | Estadio                         | Fecha            | Hora             |
| ---------- | ------------------------- | --------- | --------------------------------- | -------------- | ------------------------------- | ---------------- | ---------------- |
| Nasaf      | Bandera de Uzbekistán     |           | Bandera de Arabia Saudita         | Al-Hilal       | Markaziy                        | 29 de septiembre | 18:45 (UTC+5)    |
| Al-Gharafa | Bandera de Catar          |           | Bandera de Irak                   | Al-Shorta      | Áhmad bin Ali                   | 29 de septiembre | 19:00 (UTC+3)    |
| Tractor    | Bandera de Irán           |           | Bandera de Emiratos Árabes Unidos | Al-Wahda       | Yadegar-e-Emam                  | 29 de septiembre | 19:30 (UTC+3:30) |
| Al-Duhail  | Bandera de Catar          |           | Bandera de Arabia Saudita         | Al-Ahli        | Internacional Jalifa            | 29 de septiembre | 21:15 (UTC+3)    |
| Al-Sadd    | Bandera de Catar          |           | Bandera de Emiratos Árabes Unidos | Sarja          | Jassim bin Hamad                | 30 de septiembre | 19:00 (UTC+3)    |
| Al-Ittihad | Bandera de Arabia Saudita |           | Bandera de Emiratos Árabes Unidos | Shabab Al-Ahli | Ciudad Deportiva del Rey Abdalá | 30 de septiembre | 21:15 (UTC+3)    |

| Jornada 3      | Jornada 3                         | Jornada 3 | Jornada 3                 | Jornada 3  | Jornada 3                       | Jornada 3     | Jornada 3     |
| Local          |                                   | Resultado |                           | Visitante  | Estadio                         | Fecha         | Hora          |
| -------------- | --------------------------------- | --------- | ------------------------- | ---------- | ------------------------------- | ------------- | ------------- |
| Al-Wahda       | Bandera de Emiratos Árabes Unidos |           | Bandera de Catar          | Al-Duhail  | Al-Nahyan                       | 20 de octubre | 17:45 (UTC+4) |
| Sarja          | Bandera de Emiratos Árabes Unidos |           | Bandera de Irán           | Tractor    | Sharjah                         | 20 de octubre | 20:00 (UTC+4) |
| Al-Shorta      | Bandera de Irak                   |           | Bandera de Arabia Saudita | Al-Ittihad | Al-Zawraa                       | 20 de octubre | 19:00 (UTC+3) |
| Al-Ahli        | Bandera de Arabia Saudita         |           | Bandera de Catar          | Al-Gharafa | Ciudad Deportiva del Rey Abdalá | 20 de octubre | 21:15 (UTC+3) |
| Shabab Al-Ahli | Bandera de Emiratos Árabes Unidos |           | Bandera de Uzbekistán     | Nasaf      | Al-Rashid                       | 21 de octubre | 20:00 (UTC+4) |
| Al-Hilal       | Bandera de Arabia Saudita         |           | Bandera de Catar          | Al-Sadd    | Kingdom Arena                   | 21 de octubre | 21:15 (UTC+3) |

| Jornada 4  | Jornada 4                 | Jornada 4 | Jornada 4                         | Jornada 4      | Jornada 4                       | Jornada 4      | Jornada 4        |
| Local      |                           | Resultado |                                   | Visitante      | Estadio                         | Fecha          | Hora             |
| ---------- | ------------------------- | --------- | --------------------------------- | -------------- | ------------------------------- | -------------- | ---------------- |
| Nasaf      | Bandera de Uzbekistán     |           | Bandera de Emiratos Árabes Unidos | Al-Wahda       | Markaziy                        | 3 de noviembre | 18:45 (UTC+5)    |
| Tractor    | Bandera de Irán           |           | Bandera de Irak                   | Al-Shorta      | Yadegar-e-Emam                  | 3 de noviembre | 19:30 (UTC+3:30) |
| Al-Duhail  | Bandera de Catar          |           | Bandera de Emiratos Árabes Unidos | Shabab Al-Ahli | Internacional Jalifa            | 3 de noviembre | 19:00 (UTC+3)    |
| Al-Gharafa | Bandera de Catar          |           | Bandera de Arabia Saudita         | Al-Hilal       | Áhmad bin Ali                   | 3 de noviembre | 21:15 (UTC+3)    |
| Al-Sadd    | Bandera de Catar          |           | Bandera de Arabia Saudita         | Al-Ahli        | Jassim bin Hamad                | 4 de noviembre | 19:00 (UTC+3)    |
| Al-Ittihad | Bandera de Arabia Saudita |           | Bandera de Emiratos Árabes Unidos | Sarja          | Ciudad Deportiva del Rey Abdalá | 4 de noviembre | 21:15 (UTC+3)    |

| Jornada 5      | Jornada 5                         | Jornada 5 | Jornada 5                         | Jornada 5  | Jornada 5                       | Jornada 5       | Jornada 5     |
| Local          |                                   | Resultado |                                   | Visitante  | Estadio                         | Fecha           | Hora          |
| -------------- | --------------------------------- | --------- | --------------------------------- | ---------- | ------------------------------- | --------------- | ------------- |
| Nasaf          | Bandera de Uzbekistán             |           | Bandera de Irán                   | Tractor    | Markaziy                        | 24 de noviembre | 18:45 (UTC+5) |
| Shabab Al-Ahli | Bandera de Emiratos Árabes Unidos |           | Bandera de Catar                  | Al-Gharafa | Al-Rashid                       | 24 de noviembre | 20:00 (UTC+4) |
| Al-Duhail      | Bandera de Catar                  |           | Bandera de Arabia Saudita         | Al-Ittihad | Internacional Jalifa            | 24 de noviembre | 19:00 (UTC+3) |
| Al-Ahli        | Bandera de Arabia Saudita         |           | Bandera de Emiratos Árabes Unidos | Sarja      | Ciudad Deportiva del Rey Abdalá | 24 de noviembre | 21:15 (UTC+3) |
| Al-Wahda       | Bandera de Emiratos Árabes Unidos |           | Bandera de Catar                  | Al-Sadd    | Al-Nahyan                       | 25 de noviembre | 20:00 (UTC+4) |
| Al-Hilal       | Bandera de Arabia Saudita         |           | Bandera de Irak                   | Al-Shorta  | Kingdom Arena                   | 25 de noviembre | 21:15 (UTC+3) |

| Jornada 6  | Jornada 6                         | Jornada 6 | Jornada 6                         | Jornada 6      | Jornada 6                       | Jornada 6       | Jornada 6        |
| Local      |                                   | Resultado |                                   | Visitante      | Estadio                         | Fecha           | Hora             |
| ---------- | --------------------------------- | --------- | --------------------------------- | -------------- | ------------------------------- | --------------- | ---------------- |
| Sarja      | Bandera de Emiratos Árabes Unidos |           | Bandera de Arabia Saudita         | Al-Hilal       | Sharjah                         | 22 de diciembre | 20:00 (UTC+4)    |
| Tractor    | Bandera de Irán                   |           | Bandera de Catar                  | Al-Duhail      | Yadegar-e-Emam                  | 22 de diciembre | 19:30 (UTC+3:30) |
| Al-Shorta  | Bandera de Irak                   |           | Bandera de Arabia Saudita         | Al-Ahli        | Al-Zawraa                       | 22 de diciembre | 21:15 (UTC+3)    |
| Al-Gharafa | Bandera de Catar                  |           | Bandera de Emiratos Árabes Unidos | Al-Wahda       | Áhmad bin Ali                   | 22 de diciembre | 21:15 (UTC+3)    |
| Al-Sadd    | Bandera de Catar                  |           | Bandera de Emiratos Árabes Unidos | Shabab Al-Ahli | Jassim bin Hamad                | 23 de diciembre | 19:00 (UTC+3)    |
| Al-Ittihad | Bandera de Arabia Saudita         |           | Bandera de Uzbekistán             | Nasaf          | Ciudad Deportiva del Rey Abdalá | 23 de diciembre | 21:15 (UTC+3)    |

| Jornada 7      | Jornada 7                         | Jornada 7 | Jornada 7                         | Jornada 7  | Jornada 7                       | Jornada 7     | Jornada 7        |
| Local          |                                   | Resultado |                                   | Visitante  | Estadio                         | Fecha         | Hora             |
| -------------- | --------------------------------- | --------- | --------------------------------- | ---------- | ------------------------------- | ------------- | ---------------- |
| Nasaf          | Bandera de Uzbekistán             |           | Bandera de Irak                   | Al-Shorta  | Markaziy                        | 9 de febrero  | 18:45 (UTC+5)    |
| Al-Wahda       | Bandera de Emiratos Árabes Unidos |           | Bandera de Arabia Saudita         | Al-Ahli    | Al-Nahyan                       | 9 de febrero  | 17:45 (UTC+4)    |
| Shabab Al-Ahli | Bandera de Emiratos Árabes Unidos |           | Bandera de Arabia Saudita         | Al-Hilal   | Al-Rashid                       | 9 de febrero  | 20:00 (UTC+4)    |
| Al-Duhail      | Bandera de Catar                  |           | Bandera de Emiratos Árabes Unidos | Sarja      | Internacional Jalifa            | 9 de febrero  | 19:00 (UTC+3)    |
| Tractor        | Bandera de Irán                   |           | Bandera de Catar                  | Al-Sadd    | Yadegar-e-Emam                  | 10 de febrero | 19:30 (UTC+3:30) |
| Al-Ittihad     | Bandera de Arabia Saudita         |           | Bandera de Catar                  | Al-Gharafa | Ciudad Deportiva del Rey Abdalá | 10 de febrero | 21:15 (UTC+3)    |

| Jornada 8  | Jornada 8                         | Jornada 8 | Jornada 8                         | Jornada 8      | Jornada 8                       | Jornada 8     | Jornada 8     |
| Local      |                                   | Resultado |                                   | Visitante      | Estadio                         | Fecha         | Hora          |
| ---------- | --------------------------------- | --------- | --------------------------------- | -------------- | ------------------------------- | ------------- | ------------- |
| Sarja      | Bandera de Emiratos Árabes Unidos |           | Bandera de Uzbekistán             | Nasaf          | Sharjah                         | 16 de febrero | 20:00 (UTC+4) |
| Al-Ahli    | Bandera de Arabia Saudita         |           | Bandera de Emiratos Árabes Unidos | Shabab Al-Ahli | Ciudad Deportiva del Rey Abdalá | 16 de febrero | 19:00 (UTC+3) |
| Al-Hilal   | Bandera de Arabia Saudita         |           | Bandera de Emiratos Árabes Unidos | Al-Wahda       | Kingdom Arena                   | 16 de febrero | 21:15 (UTC+3) |
| Al-Shorta  | Bandera de Irak                   |           | Bandera de Catar                  | Al-Duhail      | Al-Zawraa                       | 16 de febrero | 21:15 (UTC+3) |
| Al-Sadd    | Bandera de Catar                  |           | Bandera de Arabia Saudita         | Al-Ittihad     | Jassim bin Hamad                | 17 de febrero | 19:00 (UTC+4) |
| Al-Gharafa | Bandera de Catar                  |           | Bandera de Irán                   | Tractor        | Áhmad bin Ali                   | 17 de febrero | 19:00 (UTC+4) |

### Zona Este
| Pos. | Equipo              | Pts. | PJ | G | E | P | GF | GC | Dif. | Clasificación    |
| ---- | ------------------- | ---- | -- | - | - | - | -- | -- | ---- | ---------------- |
| 1    | Buriram United      | 0    | 0  | 0 | 0 | 0 | 0  | 0  | 0    | Octavos de final |
| 2    | Chengdu Rongcheng   | 0    | 0  | 0 | 0 | 0 | 0  | 0  | 0    | Octavos de final |
| 3    | Gangwon             | 0    | 0  | 0 | 0 | 0 | 0  | 0  | 0    | Octavos de final |
| 4    | Johor Darul Takzim  | 0    | 0  | 0 | 0 | 0 | 0  | 0  | 0    | Octavos de final |
| 5    | Machida Zelvia      | 0    | 0  | 0 | 0 | 0 | 0  | 0  | 0    | Octavos de final |
| 6    | Melbourne City      | 0    | 0  | 0 | 0 | 0 | 0  | 0  | 0    | Octavos de final |
| 7    | Sanfrecce Hiroshima | 0    | 0  | 0 | 0 | 0 | 0  | 0  | 0    | Octavos de final |
| 8    | Seoul               | 0    | 0  | 0 | 0 | 0 | 0  | 0  | 0    | Octavos de final |
| 9    | Shanghái Port       | 0    | 0  | 0 | 0 | 0 | 0  | 0  | 0    |                  |
| 10   | Shanghái Shenhua    | 0    | 0  | 0 | 0 | 0 | 0  | 0  | 0    |                  |
| 11   | Ulsan HD            | 0    | 0  | 0 | 0 | 0 | 0  | 0  | 0    |                  |
| 12   | Vissel Kobe         | 0    | 0  | 0 | 0 | 0 | 0  | 0  | 0    |                  |

Los primeros partidos se disputarán el 16 de septiembre de 2025.
 Fuente: AFC
| Jornada 1      | Jornada 1                             | Jornada 1 | Jornada 1                             | Jornada 1           | Jornada 1                    | Jornada 1        | Jornada 1      |
| Local          |                                       | Resultado |                                       | Visitante           | Estadio                      | Fecha            | Hora           |
| -------------- | ------------------------------------- | --------- | ------------------------------------- | ------------------- | ---------------------------- | ---------------- | -------------- |
| Melbourne City | Bandera de Australia                  |           | Bandera de Japón                      | Sanfrecce Hiroshima | Rectangular de Melbourne     | 16 de septiembre | 17:45 (UTC+10) |
| Gangwon        | Bandera de Corea del Sur              |           | Bandera de la República Popular China | Shanghai Shenhua    | Chuncheon Songam Sports Town | 16 de septiembre | 19:00 (UTC+9)  |
| Machida Zelvia | Bandera de Japón                      |           | Bandera de Corea del Sur              | Seoul               | Machida City Nozuta Park     | 16 de septiembre | 19:00 (UTC+9)  |
| Buriram United | Bandera de Tailandia                  |           | Bandera de Malasia                    | Johor Darul Takzim  | Buriram                      | 16 de septiembre | 19:00 (UTC+7)  |
| Ulsan HD       | Bandera de Corea del Sur              |           | Bandera de la República Popular China | Chengdu Rongcheng   | Ulsan Munsu                  | 17 de septiembre | 19:00 (UTC+9)  |
| Shanghai Port  | Bandera de la República Popular China |           | Bandera de Japón                      | Vissel Kobe         | Pudong Football              | 17 de septiembre | 20:15 (UTC+8)  |

| Jornada 2           | Jornada 2                             | Jornada 2 | Jornada 2                             | Jornada 2      | Jornada 2                | Jornada 2        | Jornada 2     |
| Local               |                                       | Resultado |                                       | Visitante      | Estadio                  | Fecha            | Hora          |
| ------------------- | ------------------------------------- | --------- | ------------------------------------- | -------------- | ------------------------ | ---------------- | ------------- |
| Sanfrecce Hiroshima | Bandera de Japón                      |           | Bandera de la República Popular China | Shanghai Port  | Hiroshima Soccer Stadium | 30 de septiembre | 19:00 (UTC+9) |
| Seoul               | Bandera de Corea del Sur              |           | Bandera de Tailandia                  | Buriram United | Mundialista de Seúl      | 30 de septiembre | 19:00 (UTC+9) |
| Chengdu Rongcheng   | Bandera de la República Popular China |           | Bandera de Corea del Sur              | Gangwon        | Phoenix Hill Sports Park | 30 de septiembre | 20:15 (UTC+8) |
| Johor Darul Takzim  | Bandera de Malasia                    |           | Bandera de Japón                      | Machida Zelvia | Sultan Ibrahim           | 30 de septiembre | 20:15 (UTC+8) |
| Vissel Kobe         | Bandera de Japón                      |           | Bandera de Australia                  | Melbourne City | Kobe City Misaki Park    | 1 de octubre     | 19:00 (UTC+9) |
| Shanghai Shenhua    | Bandera de la República Popular China |           | Bandera de Corea del Sur              | Ulsan HD       | Shanghái                 | 1 de octubre     | 20:15 (UTC+8) |

| Jornada 3         | Jornada 3                             | Jornada 3 | Jornada 3                | Jornada 3           | Jornada 3                    | Jornada 3     | Jornada 3      |
| Local             |                                       | Resultado |                          | Visitante           | Estadio                      | Fecha         | Hora           |
| ----------------- | ------------------------------------- | --------- | ------------------------ | ------------------- | ---------------------------- | ------------- | -------------- |
| Melbourne City    | Bandera de Australia                  |           | Bandera de Tailandia     | Buriram United      | Rectangular de Melbourne     | 21 de octubre | 18:45 (UTC+11) |
| Ulsan HD          | Bandera de Corea del Sur              |           | Bandera de Japón         | Sanfrecce Hiroshima | Ulsan Munsu                  | 21 de octubre | 19:00 (UTC+9)  |
| Chengdu Rongcheng | Bandera de la República Popular China |           | Bandera de Malasia       | Johor Darul Takzim  | Phoenix Hill Sports Park     | 21 de octubre | 18:00 (UTC+8)  |
| Shanghai Port     | Bandera de la República Popular China |           | Bandera de Japón         | Machida Zelvia      | Pudong Football              | 21 de octubre | 20:15 (UTC+8)  |
| Gangwon           | Bandera de Corea del Sur              |           | Bandera de Japón         | Vissel Kobe         | Chuncheon Songam Sports Town | 22 de octubre | 19:00 (UTC+9)  |
| Shanghai Shenhua  | Bandera de la República Popular China |           | Bandera de Corea del Sur | Seoul               | Shanghái                     | 22 de octubre | 20:15 (UTC+8)  |

| Jornada 4           | Jornada 4                | Jornada 4 | Jornada 4                             | Jornada 4         | Jornada 4                | Jornada 4      | Jornada 4     |
| Local               |                          | Resultado |                                       | Visitante         | Estadio                  | Fecha          | Hora          |
| ------------------- | ------------------------ | --------- | ------------------------------------- | ----------------- | ------------------------ | -------------- | ------------- |
| Sanfrecce Hiroshima | Bandera de Japón         |           | Bandera de Corea del Sur              | Gangwon           | Hiroshima Soccer Stadium | 4 de noviembre | 19:00 (UTC+9) |
| Machida Zelvia      | Bandera de Japón         |           | Bandera de Australia                  | Melbourne City    | Machida City Nozuta Park | 4 de noviembre | 19:00 (UTC+9) |
| Seoul               | Bandera de Corea del Sur |           | Bandera de la República Popular China | Chengdu Rongcheng | Mundialista de Seúl      | 4 de noviembre | 19:00 (UTC+9) |
| Buriram United      | Bandera de Tailandia     |           | Bandera de la República Popular China | Shanghai Port     | Buriram                  | 4 de noviembre | 19:15 (UTC+7) |
| Vissel Kobe         | Bandera de Japón         |           | Bandera de Corea del Sur              | Ulsan HD          | Kobe City Misaki Park    | 5 de noviembre | 19:00 (UTC+9) |
| Johor Darul Takzim  | Bandera de Malasia       |           | Bandera de la República Popular China | Shanghai Shenhua  | Sultan Ibrahim           | 5 de noviembre | 20:15 (UTC+8) |

| Jornada 5         | Jornada 5                             | Jornada 5 | Jornada 5                | Jornada 5           | Jornada 5                    | Jornada 5       | Jornada 5      |
| Local             |                                       | Resultado |                          | Visitante           | Estadio                      | Fecha           | Hora           |
| ----------------- | ------------------------------------- | --------- | ------------------------ | ------------------- | ---------------------------- | --------------- | -------------- |
| Melbourne City    | Bandera de Australia                  |           | Bandera de Malasia       | Johor Darul Takzim  | Rectangular de Melbourne     | 25 de noviembre | 18:45 (UTC+11) |
| Gangwon           | Bandera de Corea del Sur              |           | Bandera de Japón         | Machida Zelvia      | Chuncheon Songam Sports Town | 25 de noviembre | 19:00 (UTC+9)  |
| Shanghai Port     | Bandera de la República Popular China |           | Bandera de Corea del Sur | Seoul               | Pudong Football              | 25 de noviembre | 18:00 (UTC+8)  |
| Chengdu Rongcheng | Bandera de la República Popular China |           | Bandera de Japón         | Sanfrecce Hiroshima | Phoenix Hill Sports Park     | 25 de noviembre | 20:15 (UTC+8)  |
| Ulsan HD          | Bandera de Corea del Sur              |           | Bandera de Tailandia     | Buriram United      | Ulsan Munsu                  | 26 de noviembre | 19:00 (UTC+9)  |
| Shanghai Shenhua  | Bandera de la República Popular China |           | Bandera de Japón         | Vissel Kobe         | Shanghái                     | 26 de noviembre | 20:15 (UTC+8)  |

| Jornada 6           | Jornada 6                | Jornada 6 | Jornada 6                             | Jornada 6         | Jornada 6                | Jornada 6       | Jornada 6     |
| Local               |                          | Resultado |                                       | Visitante         | Estadio                  | Fecha           | Hora          |
| ------------------- | ------------------------ | --------- | ------------------------------------- | ----------------- | ------------------------ | --------------- | ------------- |
| Vissel Kobe         | Bandera de Japón         |           | Bandera de la República Popular China | Chengdu Rongcheng | Kobe City Misaki Park    | 9 de diciembre  | 19:00 (UTC+9) |
| Machida Zelvia      | Bandera de Japón         |           | Bandera de Corea del Sur              | Ulsan HD          | Machida City Nozuta Park | 9 de diciembre  | 19:00 (UTC+9) |
| Buriram United      | Bandera de Tailandia     |           | Bandera de Corea del Sur              | Gangwon           | Buriram                  | 9 de diciembre  | 19:15 (UTC+7) |
| Johor Darul Takzim  | Bandera de Malasia       |           | Bandera de la República Popular China | Shanghai Port     | Sultan Ibrahim           | 9 de diciembre  | 20:15 (UTC+8) |
| Sanfrecce Hiroshima | Bandera de Japón         |           | Bandera de la República Popular China | Shanghai Shenhua  | Hiroshima Soccer Stadium | 10 de diciembre | 19:00 (UTC+9) |
| Seoul               | Bandera de Corea del Sur |           | Bandera de Australia                  | Melbourne City    | Mundialista de Seúl      | 10 de diciembre | 19:00 (UTC+9) |

| Jornada 7           | Jornada 7                             | Jornada 7 | Jornada 7                             | Jornada 7          | Jornada 7                    | Jornada 7     | Jornada 7     |
| Local               |                                       | Resultado |                                       | Visitante          | Estadio                      | Fecha         | Hora          |
| ------------------- | ------------------------------------- | --------- | ------------------------------------- | ------------------ | ---------------------------- | ------------- | ------------- |
| Vissel Kobe         | Bandera de Japón                      |           | Bandera de Corea del Sur              | Seoul              | Kobe City Misaki Park        | 10 de febrero | 19:00 (UTC+9) |
| Sanfrecce Hiroshima | Bandera de Japón                      |           | Bandera de Malasia                    | Johor Darul Takzim | Hiroshima Soccer Stadium     | 10 de febrero | 19:00 (UTC+9) |
| Shanghai Shenhua    | Bandera de la República Popular China |           | Bandera de Japón                      | Machida Zelvia     | Shanghái                     | 10 de febrero | 20:15 (UTC+8) |
| Chengdu Rongcheng   | Bandera de la República Popular China |           | Bandera de Tailandia                  | Buriram United     | Phoenix Hill Sports Park     | 10 de febrero | 20:15 (UTC+8) |
| Ulsan HD            | Bandera de Corea del Sur              |           | Bandera de Australia                  | Melbourne City     | Ulsan Munsu                  | 11 de febrero | 19:00 (UTC+9) |
| Gangwon             | Bandera de Corea del Sur              |           | Bandera de la República Popular China | Shanghai Port      | Chuncheon Songam Sports Town | 11 de febrero | 19:00 (UTC+9) |

| Jornada 8          | Jornada 8                             | Jornada 8 | Jornada 8                             | Jornada 8           | Jornada 8                | Jornada 8     | Jornada 8      |
| Local              |                                       | Resultado |                                       | Visitante           | Estadio                  | Fecha         | Hora           |
| ------------------ | ------------------------------------- | --------- | ------------------------------------- | ------------------- | ------------------------ | ------------- | -------------- |
| Machida Zelvia     | Bandera de Japón                      |           | Bandera de la República Popular China | Chengdu Rongcheng   | Machida City Nozuta Park | 17 de febrero | 19:00 (UTC+9)  |
| Seoul              | Bandera de Corea del Sur              |           | Bandera de Japón                      | Sanfrecce Hiroshima | Mundialista de Seúl      | 17 de febrero | 19:00 (UTC+9)  |
| Buriram United     | Bandera de Tailandia                  |           | Bandera de la República Popular China | Shanghai Shenhua    | Buriram                  | 17 de febrero | 19:15 (UTC+7)  |
| Johor Darul Takzim | Bandera de Malasia                    |           | Bandera de Japón                      | Vissel Kobe         | Sultan Ibrahim           | 17 de febrero | 20:15 (UTC+8)  |
| Shanghai Port      | Bandera de la República Popular China |           | Bandera de Corea del Sur              | Ulsan HD            | Pudong Football          | 18 de febrero | 18:00 (UTC+8)  |
| Melbourne City     | Bandera de Australia                  |           | Bandera de Corea del Sur              | Gangwon             | Rectangular de Melbourne | 18 de febrero | 21:00 (UTC+11) |